# Ruder-Europameisterschaften 2018 – Zweier ohne Steuerfrau

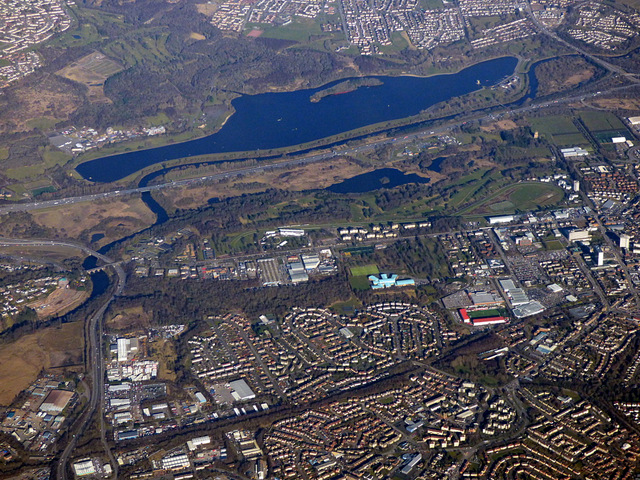
Luftbild der Regattastrecke Strathclyde Loch

Im Rahmen der Ruder-Europameisterschaften 2018 wurde zwischen dem 2. und 4. August 2018 der Wettbewerb im Zweier ohne Steuerfrau auf der Regattastrecke Strathclyde Loch ausgetragen. Es nahmen insgesamt neun Mannschaften teil und der Wettbewerb bestand aus zwei Vorläufen, einem Hoffnungsläufen sowie einem Finale.

## Mannschaften
| Nation         | Ruderinnen                        |
| -------------- | --------------------------------- |
| Rumänien       | Mădălina Bereș Denisa Tîlvescu    |
| Niederlande    | Elsbeth Beeres Laila Youssifou    |
| Großbritannien | Rowan McKellar Harriet Taylor     |
| Ungarn         | Dóra Polivka Eszter Krémer        |
| Polen          | Anna Wierzbowską Monika Sobieszek |
| Italien        | Alessandra Patelli Sara Bertolasi |
| Ukraine        | Oksana Golub Anna Kontseva        |
| Frankreich     | Flavie Bahuaud Marie Le Nepvou    |
| Serbien        | Nataša Zarić Jovana Arsić         |

## Wettbewerb

### Vorläufe
Die beiden Vorläufe wurden am 2. August 2018 ausgetragen. Die ersten beiden Boote qualifizierten sich direkt für das Finale, alle anderen Mannschaften für den Hoffnungslauf.

#### Vorlauf 1
| Platz | Nation         | Zeit (min) | Qualifikation |
| ----- | -------------- | ---------- | ------------- |
| 1     | Rumänien       | 7:18,06    | Finale        |
| 2     | Niederlande    | 7:20,52    | Finale        |
| 3     | Großbritannien | 7:24,06    | Hoffnungslauf |
| 4     | Ungarn         | 7:38,30    | Hoffnungslauf |
| 5     | Polen          | 7:45,62    | Hoffnungslauf |

#### Vorlauf 2
| Platz | Nation     | Zeit (min) | Qualifikation |
| ----- | ---------- | ---------- | ------------- |
| 1     | Italien    | 7:23,74    | Finale        |
| 2     | Ukraine    | 7:29,52    | Finale        |
| 3     | Frankreich | 7:36,28    | Hoffnungslauf |
| 4     | Serbien    | 7:58,04    | Hoffnungslauf |

### Hoffnungslauf
Im Hoffnungslauf, der am 3. August 2018 durchgeführt wurde, qualifizierten sich die beiden bestplatzierten Mannschaften für das Finale.
| Platz | Nation         | Zeit (min) | Qualifikation |
| ----- | -------------- | ---------- | ------------- |
| 1     | Großbritannien | 7:21,58    | Finale        |
| 2     | Frankreich     | 7:24,10    | Finale        |
| 3     | Polen          | 7:25,82    | B-Finale      |
| 4     | Ungarn         | 7:26,96    | B-Finale      |
| 5     | Serbien        | 7:39,11    | B-Finale      |

### Finalläufe
Am 4. August 2018 wurde die Finalläufe durchgeführt.

#### A-Finale
| Platz | Nation         | Zeit (min) |
| ----- | -------------- | ---------- |
| 1     | Rumänien       | 7:15,53    |
| 2     | Niederlande    | 7:17,34    |
| 3     | Italien        | 7:17,86    |
| 4     | Ukraine        | 7:20,24    |
| 5     | Großbritannien | 7:22,78    |
| 6     | Frankreich     | 7:37,92    |

#### B-Finale
| Platz | Nation  | Zeit (min) |
| ----- | ------- | ---------- |
| 1     | Polen   | 7:31,04    |
| 2     | Ungarn  | 7:33,37    |
| 3     | Serbien | 7:40,86    |